# Alan Yates
Alan Yates (Northampton, Northamptonshire, Inglaterra, 16 de diciembre de 1944) es un lingüista inglés estudioso del catalán.

## Biografía
Estudió filología en la Universidad de Cambridge, donde se inició en los estudios sobre filología catalana con Geoffrey J. Walker, en el programa de estudios instituido por Josep Maria Batista i Roca.
Desde 1968 es profesor del departamento de Hispánicas de la Universidad de Sheffield, donde desde el 1990 ocupa la cátedra 'Islas Baleares' de filología catalana. Se ha especializado en la enseñanza del catalán a angloparlantes. También ha publicado varios trabajos sobre novela catalana moderna y sobre la obra de Narcís Oller. Ha sido secretario (1971-1980) y presidente (1987-1990) de la Anglo-Catalan Society y desde el 1980 coordina la colección Occasional Papers (Papeles Ocasionales) de la sociedad. En 1990 le fueran concedidas la Cruz de Sant Jordi y la Cruz de Caballero de la Orden del Mérito Civil. En 2003 recibió el Premio Internacional Catalònia del Instituto de Estudios Catalanes, como reconocimiento al conjunto de su obra de investigación. Desde 2006 es miembro correspondiente de la Sección Filológica del Instituto de Estudios Catalanes. El 28 de marzo del 2007 recibió el Premio Ramon Llull por su tarea de divulgación.

## Obras
- Teach Yourself. Complete Catalan Beginner to Intermediate Course: Learn to read, write ... (2004), con Anna Poch i Gasau, ISBN 978-1444105650.
- Una generació sense novel·la? (1975), Barcelona, Edicions 62, ISBN 978-84-29711042.
- Catalan. A complete course for tourists, businessmen and students (ed. Hodder & Stoughton, 1984).
- A Catalan Handbook (con A. Ibarz, 1992), Publicacions de l'Abadia de Montserrat, Enciclopedia Catalana, ISBN 84-8415-207-3.
- Aspectes de Narcís Oller, ensayo, Premio Carles Rahola (1997).[5]
- Catalan: a Comprehensive Grammar (1999), con Max W. Wheeler y Nicolau Dols, Routledge (Taylor & Francis Group), ISBN 0-415-20777-0.